# SketchUp
SketchUp — программа для 3D-дизайна и архитектурного проектирования. В основном используется для моделирования жилых домов, мебели, интерьера. Есть инструменты для проектирования лестниц, электропроводки, санитарно-технических коммуникаций и оборудования. Однако существуют и гораздо более масштабные проекты на её базе. Так например в SketchUp была создана 3D-модель города Красноярска с геодатой.
В марте 2006 года компания SketchUp была приобретена компанией Google вместе с небольшой фирмой @Last Software. В апреле 2012 Google продал SketchUp компании Trimble Navigation, сумма сделки не разглашается.
Существуют две версии программы — бесплатная для некоммерческого использования, ограниченная по функциональности SketchUp Make (прежде всего относительно экспортирования в другие форматы), и платная SketchUp Pro.

## Описание
По сравнению со многими популярными пакетами данный обладает рядом особенностей, позиционируемых её авторами как преимущества.
Основная особенность — почти полное отсутствие окон предварительных настроек. Все геометрические характеристики во время или сразу после окончания действия инструмента задаются с клавиатуры в поле Value Control Box (поле контроля параметров), которое находится в правом нижнем углу рабочей области, справа от надписи Measurements (панель измерений).
Ещё одна ключевая особенность — это инструмент Push/Pull («Тяни/Толкай»), позволяющий любую плоскость «выдвинуть» в сторону, создав по мере её передвижения новые боковые стенки. Утверждается, что этот инструмент запатентован. Двигать плоскость можно вдоль заранее заданной кривой, для этого есть специальный инструмент Follow Me («Ведение»).
Отсутствие поддержки карт смещения (англ. displacement maps) объясняется нацеленностью продукта на непрофессиональную целевую аудиторию.
Также можно отметить следующие возможности:
- Поддержка плагинов для экспорта, визуализации, создания физических эффектов (вращения, движения, взаимодействия созданных объектов между собой и пр.);
- Поддержка создания макросов на языке Ruby и вызова их из меню. Макросами можно автоматизировать выполнение повторяющихся действий. Доступна функция загрузки и использования многочисленных готовых макросов, предоставленных другими пользователями;
- Поддержка создания «компонентов» — элементов модели, которые могут быть созданы, затем использованы много раз, а потом отредактированы — и изменения, сделанные в компоненте, отразятся во всех местах, где он использован;
- Библиотека компонентов (моделей), материалов и стилей рабочей области, которые можно пополнять своими элементами или загружать готовые из сети Интернет;
- Инструмент для просмотра модели в разрезе и возможность добавлять к модели выноски с обозначением видимых размеров в стиле чертежей;
- Возможность работать со слоями;
- Возможность создания динамических объектов (например: открытие дверцы шкафа по клику указателя);
- Возможность построения сечений объектов;
- Возможность работы со сценами (сцена включает в себя положение камеры и режим отрисовки), и анимировать переходы от сцены к сцене;
- Поддержка создания моделей реальных предметов и зданий:
  - Указание реальных физических размеров, в метрах или дюймах;
  - Режим осмотра модели «от первого лица», с управлением как в соответствующих 3D-играх;
  - Имеется возможность устанавливать географически достоверные тени в соответствии с заданными широтой, долготой, временем суток и года;
  - Интеграция с Google Earth;
  - Возможность добавить в модель поверхность земли и регулировать её форму — ландшафт.

Проекты SketchUp сохраняются в формате *.skp. Также поддерживается импорт и экспорт различных форматов двухмерной растровой и трёхмерной графики, в частности: *.3ds, *.dwg, *.ddf; *.jpg, *.png, *.bmp, *.psd, *.obj.
Импорт растровой графики имеет несколько возможностей: вставка образа в качестве отдельного объекта, в качестве текстуры и в качестве основы для восстановления трёхмерного объекта по фотографии. Экспорт в формат *.jpg осуществляется в качестве снимка с рабочей области окна приложения.
Дополнительно установленные плагины позволяют экспортировать в форматы *.mxs, *.atl, *.dae, *.b3d и т. д. Последующее редактирование экспортированного файла в соответствующих приложениях может осуществляться без каких-либо ограничений.
Плагин V-Ray for SketchUp позволяет визуализировать трёхмерные сцены.

### Использование SketchUp совместно сGoogle Планета Земля
Программа-ресурс Google Earth («виртуальный глобус») и упрощённый 3D-редактор SketchUp представляют собой составные компоненты единой семьи программных продуктов, так что пользователь может легко переносить информацию из одного пакета в другой.
Так, в частности, при моделировании копий архитектурных сооружений можно легко импортировать аэро- или спутниковую фотографию нужного здания, а также топографию местности из Google Earth, а затем «строить» виртуальное здание-модель на фундаменте, которым будет спутниковая фотография здания-прототипа.
А для того, чтобы увидеть только что созданную в программе SketchUp 3D-модель «в виртуальной жизни» на рельефе Google Earth, достаточно щёлкнуть иконку на панели инструментов. Для обмена информацией между программами достаточно, чтобы обе они были установлены на компьютере пользователя.
С 1 октября 2013 года модели, снабжённые географической привязкой, в Google Earth больше не публикуются.

## Возможные варианты использования
- Эскизное моделирование в архитектуре:
  - Моделирование существующих зданий;
  - Моделирование исчезнувших зданий — т. н. виртуальная археология [7];
- Дизайн интерьера;
- Ландшафтный дизайн;
- Дизайн наружной рекламы;
- Дизайн уровней (т. н. маппинг) под Source Engine[8];
- Моделирование изделий для печати на 3D-принтере[9];
- Инженерное проектирование.

## Бесплатные коллекции 3D-моделей для SketchUp (3D Warehouse)
Создав в SketchUp модель архитектурного сооружения или любых других объектов, пользователи могли размещать свои творения в общедоступных онлайновых коллекциях Google. Так, в частности, подборка коллекций «Города в разработке» содержит несколько тысяч моделей реальных архитектурных зданий мира. Не лишним будет заметить, что компания Google принимала 3D-модели только с тем условием, что они текстурированы и снабжены правильной географической привязкой.